# Samuel Owusu
Samuel Kwame Owusu (Accra, 28 marzo 1996) è un calciatore ghanese, centrocampista dell'OFK Belgrado e della nazionale ghanese.

## Carriera

### Nazionale
Ha esordito in nazionale nel 2019; ha partecipato alla Coppa d'Africa nel 2019 e nel 2021.

## Statistiche

### Cronologia presenze e reti in nazionale
| Cronologia completa delle presenze e delle reti in nazionale ― Ghana | Cronologia completa delle presenze e delle reti in nazionale ― Ghana | Cronologia completa delle presenze e delle reti in nazionale ― Ghana | Cronologia completa delle presenze e delle reti in nazionale ― Ghana | Cronologia completa delle presenze e delle reti in nazionale ― Ghana | Cronologia completa delle presenze e delle reti in nazionale ― Ghana | Cronologia completa delle presenze e delle reti in nazionale ― Ghana | Cronologia completa delle presenze e delle reti in nazionale ― Ghana |
| Data                                                                 | Città                                                                | In casa                                                              | Risultato                                                            | Ospiti                                                               | Competizione                                                         | Reti                                                                 | Note                                                                 |
| -------------------------------------------------------------------- | -------------------------------------------------------------------- | -------------------------------------------------------------------- | -------------------------------------------------------------------- | -------------------------------------------------------------------- | -------------------------------------------------------------------- | -------------------------------------------------------------------- | -------------------------------------------------------------------- |
| 9-6-2019                                                             | Accra                                                                | Ghana                                                                | 0 – 1                                                                | Namibia                                                              | Amichevole                                                           | -                                                                    | 46’                                                                  |
| 15-6-2019                                                            | Dubai                                                                | Ghana                                                                | 0 – 0                                                                | Sudafrica                                                            | Amichevole                                                           | -                                                                    | 46’                                                                  |
| 25-6-2019                                                            | Ismailia                                                             | Ghana                                                                | 2 – 2                                                                | Benin                                                                | Coppa d'Africa 2019 - 1º turno                                       | -                                                                    | 67’                                                                  |
| 29-6-2019                                                            | Ismailia                                                             | Camerun                                                              | 0 – 0                                                                | Ghana                                                                | Coppa d'Africa 2019 - 1º turno                                       | -                                                                    | 75’                                                                  |
| 2-7-2019                                                             | Suez                                                                 | Guinea-Bissau                                                        | 0 – 2                                                                | Ghana                                                                | Coppa d'Africa 2019 - 1º turno                                       | -                                                                    | 86’                                                                  |
| 8-7-2019                                                             | Ismailia                                                             | Ghana                                                                | 1 – 1 dts (4 – 5 dtr)                                                | Tunisia                                                              | Coppa d'Africa 2019 - Ottavi di finale                               | -                                                                    | 107’                                                                 |
| 14-11-2019                                                           | Cape Coast                                                           | Ghana                                                                | 2 – 0                                                                | Sudafrica                                                            | Qual. Coppa d'Africa 2021                                            | -                                                                    | 87’                                                                  |
| 18-11-2019                                                           | São Tomé                                                             | São Tomé e Príncipe                                                  | 0 – 1                                                                | Ghana                                                                | Qual. Coppa d'Africa 2021                                            | -                                                                    | 72’                                                                  |
| 12-10-2020                                                           | Aksu                                                                 | Ghana                                                                | 5 – 1                                                                | Qatar                                                                | Amichevole                                                           | 1                                                                    |                                                                      |
| 12-11-2020                                                           | Cape Coast                                                           | Ghana                                                                | 2 – 0                                                                | Sudan                                                                | Qual. Coppa d'Africa 2021                                            | -                                                                    | 63’                                                                  |
| 17-11-2020                                                           | Omdurman                                                             | Sudan                                                                | 1 – 0                                                                | Ghana                                                                | Qual. Coppa d'Africa 2021                                            | -                                                                    | 67’                                                                  |
| 8-6-2021                                                             | Rabat                                                                | Marocco                                                              | 1 – 0                                                                | Ghana                                                                | Amichevole                                                           | -                                                                    | 85’                                                                  |
| 6-9-2021                                                             | Durban                                                               | Sudafrica                                                            | 1 – 0                                                                | Ghana                                                                | Qual. Mondiali 2022                                                  | -                                                                    | 81’                                                                  |
| 9-10-2021                                                            | Cape Coast                                                           | Ghana                                                                | 3 – 1                                                                | Zimbabwe                                                             | Qual. Mondiali 2022                                                  | -                                                                    | 89’                                                                  |
| 12-10-2021                                                           | Harare                                                               | Zimbabwe                                                             | 0 – 1                                                                | Ghana                                                                | Qual. Mondiali 2022                                                  | -                                                                    | 86’                                                                  |
| 5-1-2022                                                             | Ar Rayyan                                                            | Algeria                                                              | 3 – 0                                                                | Ghana                                                                | Amichevole                                                           | -                                                                    | 46’                                                                  |
| 18-1-2022                                                            | Garoua                                                               | Ghana                                                                | 2 – 3                                                                | Comore                                                               | Coppa d'Africa 2021 - 1º turno                                       | -                                                                    | 81’                                                                  |
| Totale                                                               |                                                                      | Presenze                                                             | 17                                                                   |                                                                      | Reti                                                                 | 1                                                                    |                                                                      |